# Austrobdella oosthuizeni
Austrobdella oosthuizeni is een ringworm uit de familie van de Piscicolidae. De wetenschappelijke naam van de soort is voor het eerst geldig gepubliceerd in 2004 door Utevsky.